# Каррион-Низас, Анри де
Мари Анри Франсуа Элизабет де Каррион де Низас (фр. Marie Henry François Élisabeth de Carrion de Nisas; 17 марта 1767, Пезенас — 5 июля 1841, Монпелье) — французский политик и писатель; маркиз. Кавалер ордена Почётного легиона. Мэр коммуны Лезиньян-ла-Себ (1790—1792). Отец историка, политика и драматурга Антуана де Каррион-Низаса.
Примкнул к революции 1789 года, во время террора был арестован за федерализм, после 9 термидора освобожден. Его угодливость Наполеону в качестве члена Трибуната вызвала неудовольствие в обществе, и его драмы «Montmorency» и «Pierre-le-Grand» (1803 и 1804) имели мало успеха. Во время кампании 1813 года Наполеон поручил ему вести журнал похода. В 1815 году, после сражения при Ватерлоо, Каррион отбил втрое сильнейшего неприятеля при Севре и Сен-Клу. После второй Реставрации и он был арестован, но в 1817 году прощён и с этого времени занимался почти исключительно литературой; лишь после Июльской революции 1830 года короткое время служил в военном ведомстве. Написал также: «Organisation de la force armée en France» (1817); «Essai sur l’histoire génerale de l’art militaire» (П., 1823), «Campagne d’Allemagne en 1800» (1829) и др.